# ダホンガール
ダホンガール（DAHON girl）は、米国カリフォルニア州に本社をおく折り畳み自転車ブランド「ダホン」の、日本におけるイメージガール。ダホン日本総代理店の株式会社アキボウが国内販売におけるプロモーション活動の一環として企画、実施されていた。

## 概要
ダホンが2008年に発売25周年の節目を迎えたことに合わせ、ブランド認知度の向上とイメージアップのためにできたイメージガール。メディアでのダホンのアピールやイベントなどへ出演した。2008年度から2010年度まで3年間続いたが、2011年度以降は設置されていない。

## 歴代メンバー
- 初代ダホンガール
  - 任期：2008年7月から2009年3月
  - メンバー：まゅ、峰のりえ[1]、石川晴美、Saori の4名
- ダホンガール2期生
  - 任期：2009年3月22日から2010年3月末
  - メンバー：愛世、光川真由、石神陽子、宮脇ヤン、木島さやか、Taeko の6名
- ダホンガール3期生
  - 任期：2010年4月1日から2011年3月末
  - メンバー：稲垣美穂[2]、小林真由[3]、工藤菜緒（現・茨木菜緒）、萱野裕美、及川志真、中村和可奈、立花理香 の7名